# Gare de Meymac
Gare de Meymac vasútállomás Franciaországban, Meymac településen.

## Vasútvonalak
Az állomást az alábbi vasútvonalak érintik:
- Tulle–Meymac-vasútvonal
- Palais-Eygurande-Merlines-vasútvonal

## Kapcsolódó állomások
A vasútállomáshoz az alábbi állomások vannak a legközelebb:
- Gare d’Égletons
- Gare d’Ussel
- Gare de Jassonneix